# 샤나나 구스망

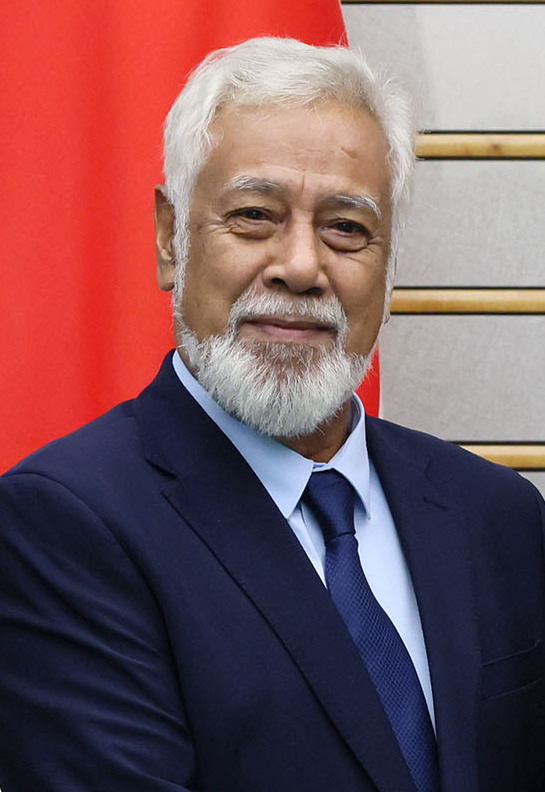
샤나나 구스망(2023년)

샤나나 구스망(포르투갈어: Xanana Gusmão, 본명: 조제 알레샨드르 구스망(José Alexandre Gusmão), 1946년 6월 20일~)은 동티모르의 초대 대통령이자 정치인이다. 인도네시아의 동티모르 지배 동안 독립을 위한 투쟁 활동을 이끌었다. 대통령으로서의 임기는 2002년 5월부터 2007년 5월까지였으며, 2007년 8월 8일부터 2015년 2월 12일까지, 2023년 7월 1일부터 현재까지 총리직을 역임하고 있다. 1999년 사하로프상, 2000년 광주인권상 등을 수상했다.

## 생애
샤나나 구스망은 1946년 6월 20일 포르투갈령 티모르 마나투투의 포르투갈-티모르 혼혈 가정에서 태어났다. 어린 시절 딜리 근교의 예수회에서 운영하는 학교에서 공부했다. 어려운 가정 형편으로 15세에 학교를 떠나 일을 하면서도 야간학교에서 학업을 이어나갔다. 1968년 포르투갈군에 입대하였다가 1974년 카네이션 혁명으로 동티모르의 독립 절차가 진행되었는데, 독립 이후 권력을 놓고 일어난 혼란기 중에 대규모 정치 집회를 계기로 1975년 동티모르 독립혁명전선에 가입하였다. 혁명전선이 동티모르 민주 공화국을 선포한지 7일만인 1975년 12월 1일 인도네시아가 동티모르를 침공 및 점령하자 구스망은 동료들과 함께 저항 활동에 참여하게 되었다.
그의 인지도 때문에 인도네시아군은 구스망을 주요한 표적으로 지정했으며, 결국 1992년 11월 인도네시아 특수 부대에 체포되어 법원으로부터 반란죄로 징역 20년형을 선고받고 투옥되었다. 인도네시아의 동티모르 점령에 대한 국제 사회의 비난 여론이 강해기자 인도네시아 정부는 그를 1999년 말까지 자카르타에 연금했으나, 연금된 동안에도 그는 수감된 동료 죄수들과 함께 저항 운동을 주도했다. 석방 당시에는 유엔 대표와 유명 인사들을 주기적으로 만날 정도였다.
1999년 동티모르의 독립이 국민투표에 부쳐지고 개표 결과에 따라 독립이 결정되었으나 폭력사태와 혼란으로 이어졌고, 결국 국제 평화유지군이 동티모르로 진입하여 독립을 보장하고 구스망은 석방되어 귀국하였다. 그는 재건 활동에 참여하다가 2002년 독립 동티모르의 초대 대통령으로 선출되어 2007년까지 재임하였고, 후임 대통령인 주제 하무스오르타와 타우르 마탄 루악의 임기 중에도 2015년까지 총리로 재임하였다. 2022년 주제 하무스오르타가 재선에 성공하고 2023년 총선에서 자신이 이끄는 티모르 재건국민회의(CNRT)가 승리하면서 2023년 7월 1일 8년만에 다시 총리직에 취임했다.

## 역대 선거 결과
| 선거명      | 직책명            | 대수 | 정당   | 득표율 | 득표수    | 결과 | 당락 |
| ----------- | ----------------- | ---- | ------ | ------ | --------- | ---- | ---- |
| 2002년 대선 | 동티모르의 대통령 | 1대  | 무소속 | 82.69% | 301,634표 | 1위  |      |